# 2574 Ладога
2574 Ладога (2574 Ladoga) — астероїд головного поясу, відкритий 22 жовтня 1968 року.
Тіссеранів параметр щодо Юпітера — 3,300.